# Mastocytose

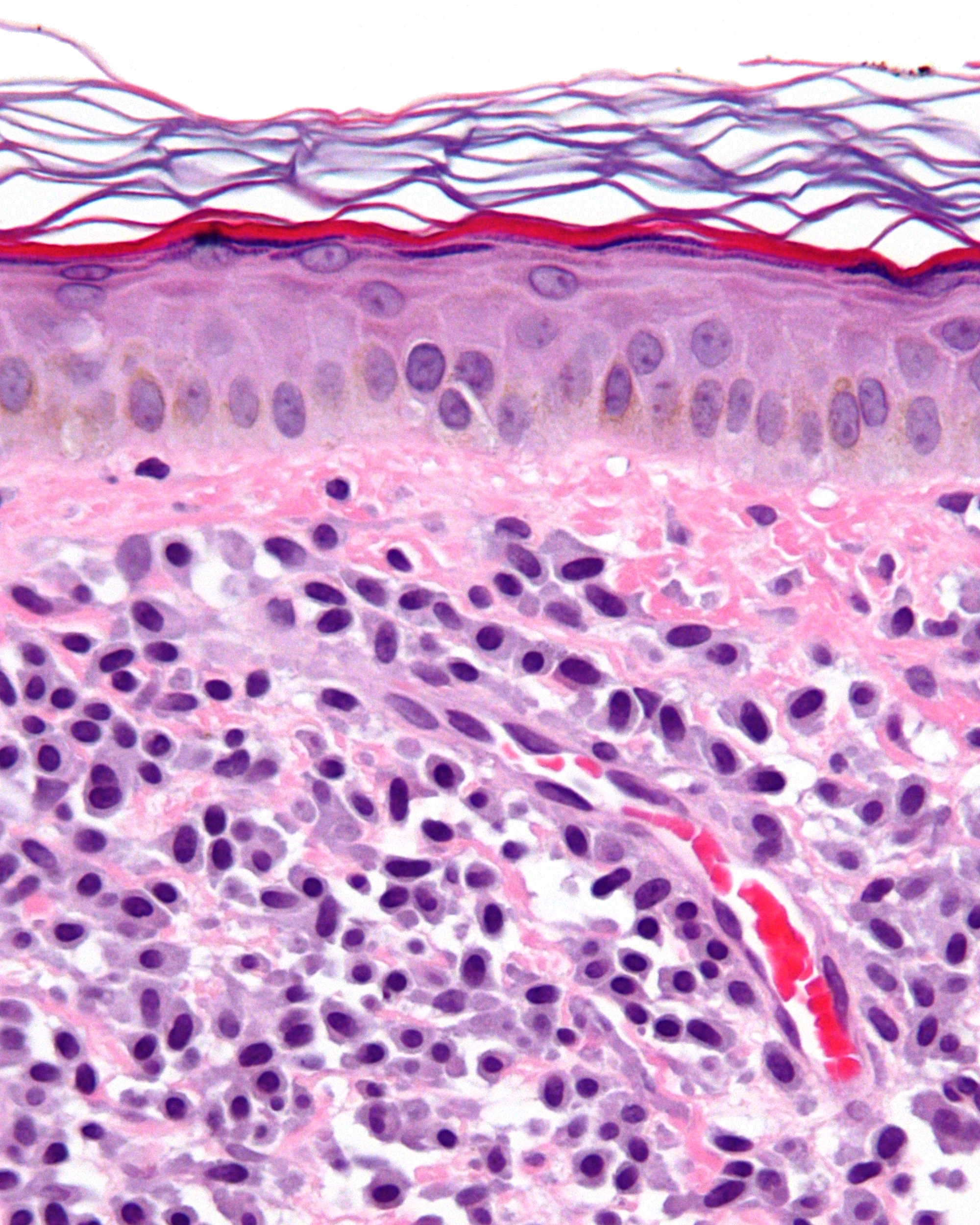
Mastocytose

Mastocytose is in de geneeskunde het aanwezig zijn van te veel mestcellen, meestal in de huid. Dit kan door de huid verspreid optreden, of als tumor door plaatselijke ophoping. Bij tumorvorming spreekt men van een mastocytoom.
Mastocytose is een zeldzame afwijking, die ook kan optreden in de wand van de darm en in andere weefsels zoals in de longen, lever, milt of in het beenmerg. Oorzaak van het ontstaan van de ziekte is onbekend.  

## Symptomen
Aangezien mestcellen een groot aantal stoffen bevatten die bij de afweer betrokken zijn en kunnen vrijkomen in de weefsels gaat de ziekte soms met zeer lastige huidafwijkingen als roodheid, zwelling, jeuk en zelfs met blaarvorming gepaard. Er kunnen ook systemische verschijnselen optreden, zoals buikklachten en shock. Ook kan systemische mastocytose osteoporose tot gevolg hebben, of een anafylactische reactie op bijen- of wespensteken.
Een veelvoorkomend verschijnsel bij mastocytose is urticaria pigmentosa (UP): druppelgrote, lichtbruine vlekjes verspreid over de huid. Op deze plaatsen zijn ophopingen van mestcellen in de huid te vinden. Door stevig wrijven over dergelijke vlekjes ontstaat na enkele minuten een galbult (zie bij urticaria). Het is mogelijk dat de symptomen van mastocytose tot UP beperkt blijven.

## Therapie
Er is in 2022 geen medicatie die de overtollige mestcellen kan laten verdwijnen, maar er zijn wel middelen die de effecten van de mestcellen kunnen afremmen. Zo worden er soms combinaties tussen H1 en H2 blokkers antihistaminica voorgeschreven die symptomen zoals jeuk kunnen onderdrukken. Ook is er een anti-leukotrien middel, montelukast genaamd, op recept verkrijgbaar waar sommige patiënten baat bij hebben. 

### Teveel aan mestcellen in de darmen
Als er door middel van een biopsie een significant teveel aan de mestcellen in de duodenum zijn gevonden wordt dit mastocytaire enterocolitis genoemd. Het gemiddelde aantal per biopsie is 20. De symptomen hiervan zijn vaak dat men al snel na het eten last heeft en het kan ook een oorzaak zijn van het prikkelbaredarmsyndroom.
Als behandeling kan natriumcromoglicaat helpen (verkrijgbaar onder de merknaam Nalcrom). Dit middel kan oraal ingenomen worden en legt onder andere in een periode van 4-8 weken een dun laagje over de darmwand heen, waardoor de mestcellen gekalmeerd worden en minder histamine afgeven. Ongeveer 67% van de patiënten blijkt hier baat bij te hebben. Veel patiënten ondergaan wel wat darmklachten in de eerste weken bij gebruik, maar later gaat het juist stukken beter. Natriumcromoglicaat voor oraal gebruik is alleen op recept verkrijgbaar, maar het middel is ook verkrijgbaar in de meeste drogisten als neusspray en oogdruppels voor patiënten die last hebben van allergie in neusholte en ogen.  
Ook volgen veel mensen met deze aandoening een histamine-laag dieet. Hierin worden histamine-vrijmakers (zoals chocolade en kruiden) en voeding met veel histamine (bijvoorbeeld haring of oude kaas) vermeden. Voor dit dieet geldt dat ongeveer 60% van de patiënten er baat bij heeft . 
De reacties van de mestcellen op voeding verschillen per persoon en daarom circuleren er tal van lijsten op het internet. Vaak stellen patiënten in samenwerking met een diëtist een persoonlijk dieet samen door middel van eliminatie en provocatie. Dit laatste houdt in dat eerst voor een periode van ongeveer 6 weken een ruime lijst met histaminerijke en vrijmakende voeding wordt vermeden die dan later één voor één weer wordt geherintroduceerd. Hierdoor kan de patiënt nagaan welke voeding de klachten geeft en deze vermijden. 